# حمله کابل اوت ۲۰۲۱
حمله به کابل در شامگاه ۳ اوت ۲۰۲۱، یک بمب‌گذار انتحاری به همراه افراد مسلح طالبان به خانه‌ای متعلق به بسم‌الله خان محمدی وزیر دفاع افغانستان در شیرپور (شیرپور منطقه‌ای بین شهرنو و وزیر محمد اکبرخان کابل است که شماری از مقام‌های دولتی از جمله وزیر دفاع افغانستان در همین محله زندگی می‌کنند) کابل، پایتخت افغانستان یورش بردند، سیزده نفر از جمله پنج مهاجم کشته شدند. بیست نفر دیگر نیز زخمی شدند که دو نفر از محافظان وزیر دفاع در میان کشته‌شدگان هستند.
وزارت کشور افغانستان می‌گوید: 
که یک حمله هماهنگ که وزیر دفاع و چندین قانونگذار را در منطقه شیرپور کابل هدف می‌گرفت دفع شده و مهاجمان کشته شده‌اند.
ند پرایس، سخنگوی وزارت خارجه آمریکا در نشست خبری روزانه خود وقوع انفجار در مقابل خانه بسم الله محمد، وزیر دفاع افغانستان در منطقه شیرپور کابل را محکوم کرد.